# Mama Said (Metallica)
Mama Said è un singolo del gruppo musicale statunitense Metallica, pubblicato il 24 novembre 1996 come terzo estratto dal sesto album in studio Load.
Il singolo è stato commercializzato per il solo mercato internazionale.

## Descrizione
Composto da James Hetfield, il brano parla di un uomo che sta cercando di trovare la via da seguire nella vita in assenza della madre. La canzone per la maggior parte riguarda la difficile relazione tra Hetfield e la madre, morta di cancro. Questo è evidente in alcuni passaggi del testo, come I took your love for granted ("davo il tuo amore per scontato") e A cold stone is all I see ("tutto quello che vedo è una fredda pietra" che fa riferimento alla lapide della madre). Hetfield ha suonato più volte questo brano da solo, utilizzando una steel guitar.
A causa delle influenze country del brano, Hetfield lo ha spesso suonato assieme alla cantante country Jessi Colter, con la quale ha spesso suonato anche la cover di un brano di Waylon Jennings, Don't You Think This Outlaw Bit Done Got Out of Hand.

## Tracce
Testi e musiche di James Hetfield e Lars Ulrich, eccetto dove indicato.
CD – parte 1
1. Mama Said – 5:19
2. King Nothing (Live) – 6:50 (James Hetfield, Lars Ulrich, Kirk Hammett)
3. Whiplash (Live) – 4:52
4. Mama Said (Edit) – 4:34

CD – parte 2
1. Mama Said – 5:19
2. So What (Live) – 3:00 (Chris Exall, Nick Culmer) – originariamente interpretata dagli Anti-Nowhere League
3. Creeping Death (Live) – 7:15 (James Hetfield, Lars Ulrich, Cliff Burton, Kirk Hammett)
4. Mama Said (Early Demo Version) – 6:52

CD (Giappone)
1. Mama Said (Edit) – 4:34
2. So What (Live) – 3:00 (Chris Exall, Nick Culmer) – originariamente interpretata dagli Anti-Nowhere League
3. Creeping Death (Live) – 7:15 (James Hetfield, Lars Ulrich, Cliff Burton, Kirk Hammett)
4. King Nothing (Live) – 6:50 (James Hetfield, Lars Ulrich, Kirk Hammett)
5. Whiplash (Live) – 4:52
6. Mama Said (Early Demo Version) – 6:52

7"
- Lato A

1. Mama Said – 5:19

- Lato B

1. Ain't My Bitch (Live) – 6:00

## Formazione
Hanno partecipato alle registrazioni, secondo le note di copertina di Load:
Gruppo
- James Hetfield – chitarra, voce
- Lars Ulrich – batteria
- Kirk Hammett – chitarra
- Jason Newsted – basso

Produzione
- Bob Rock – produzione
- James Hetfield – produzione
- Lars Ulrich – produzione
- Randy Staub – registrazione, missaggio
- Brian Dobbs – assistenza alla registrazione, ingegneria del suono
- Kent Matcke – assistenza alla registrazione
- Paul DeCarli – montaggio digitale
- Mike Gillies – assistenza al montaggio digitale
- Chris Vrenna – assistenza al montaggio digitale
- Jason Goldstein – assistenza tecnica
- Matt Curry – assistenza al missaggio
- Mike Fraser – missaggio aggiuntivo
- Mike Rew – assistenza al missaggio aggiuntivo
- George Marino – mastering

## Classifiche
| Classifica (1996) | Posizione massima |
| ----------------- | ----------------- |
| Australia         | 24                |
| Finlandia         | 4                 |
| Irlanda           | 19                |
| Norvegia          | 13                |
| Paesi Bassi       | 58                |
| Regno Unito       | 19                |
| Svezia            | 24                |